# Jéhiel Háméiri
Jéhiel Háméiri (héberül: יחיאל המאירי; Jeruzsálem, 1946. augusztus 20. –)  izraeli  válogatott labdarúgókapus.

## Pályafutása

### Klubcsapatban
Pályafutása során egyetlen klubcsapatban, a Hapóél Haifában játszott.

### A válogatottban
1969-ben 1 alkalommal szerepelt az izraeli válogatottban. Részt vett az 1970-es világbajnokságon.

## Sikerei
Makkabi Haifa
- Izraeli kupa (1): 1973–74

## Külső hivatkozások
- Jéhiel Háméiri adatlapja a National-Football-Teams.com oldalon (angolul)